# 广平郡
廣平郡，或为廣平國、平干國，中國古代郡、國名。西漢分鉅鹿郡而置。郡治在廣平縣。屬冀州刺史部。東漢時併入鉅鹿郡。三國魏復置。隋初年廢。

## 建置沿革

### 西漢
漢武帝時分鉅鹿郡南部數縣置廣平郡。征和二年（前88年），封劉偃為平干王，以廣平郡置平干國。宣帝五鳳二年（前56年），平干國除為廣平郡。成帝元延四年（前9年），廣平郡領十六縣：廣平縣、張縣、朝平縣、南和縣、列人縣、斥章縣、任縣、曲周縣、南曲縣、曲梁侯國、廣鄉侯國、平利侯國、平鄉侯國、陽臺侯國、廣年縣、城鄉侯國。哀帝建平三年（前4年），封中山宪王刘福的弟弟利乡孝侯刘安之孙、利乡戴侯刘遂之子、广德夷王刘云客弟刘广汉（一作刘汉）為廣平王，復置廣平國，奉祀中山靖王刘胜。平帝元始二年（2年），廣平國有27984戶，198558人。王莽時國除，改名为富昌。

### 漢書對廣平國的錯誤記述
《漢書》地理志中的郡名和人口以漢平帝元始二年（公元2年）版籍為準，而郡、國之下的屬縣則以成帝元延、綏和之際（前8年）版籍為準，因此《地理志》中廣平國一條使用元始二年廣平國之名，卻領有元延、綏和之際廣平郡所屬的侯國。漢元始二年，廣平國至多領有廣平、南和、列人、斥章、任、廣年、曲周、朝平八縣。因此戶數不足三萬。信都郡情況也是如此。

### 東漢
東漢建武十三年（37年），省廣平郡，其地併入鉅鹿郡。漢明帝永平三年（60年），封皇子劉羨為廣平王，分鉅鹿郡復置廣平國。漢章帝建初七年（82年），徙廣平王劉羨為西平王，廣平國除，再次併入鉅鹿郡。

### 魏晉南北朝
魏黃初二年（221年）以魏郡西部都尉轄區復置廣平郡，移治曲梁縣。西晉時廣平郡改屬司州，移治廣平縣。北魏時屬相州。隋开皇初廢。大業中，其地分屬武安郡、襄國郡。

### 唐朝
天宝元年（742年），改洺州为广平郡，下辖永年县、平恩县、洺水县、清漳县、肥乡县、武安县、临洺县、邯郸县、曲周县（今河北省邱县旦寨古城营）、鸡泽县（今河北省鸡泽县风正乡）乾元元年（758年），复为洺州。
唐朝广平郡太守
- 王琚（天宝初年）
- 寇洋（745年—748年）
- 库成防（天宝年间）
- 程胤（天宝年间）
- 李浦（752年）
- 毕炕（755年）
- 郭子昂（755年）